# 東郷実猗
東郷 実猗（とうごう さねなが）は、幕末の薩摩藩士。東郷平八郎の兄。一般的には通称の四郎兵衛で知られる。諱は明治時代に重猗に改名。

## 経歴
天保5年（1834年）12月19日、東郷実友の長男として鹿児島城下の加治屋町（現在の鹿児島県鹿児島市加治屋町）で誕生。元服後、家老座書役を勤める。野村彦兵衛の門人となり、砲術萩野流皆伝。宗旨は禅宗のち日蓮宗。また、陽明学者の伊東祐之に師事する。文久2年（1862年）、父や弟たちと薩英戦争に参加。
明治10年（1877年）、西南戦争では弟の小倉壮九郎や親戚で水野流居合の師範の篠崎七郎左衛門とともに大小荷駄隊（補給部隊）として薩軍に参加し負傷。高齢の為、官軍から処罰されなかった。明治年間に日当山（現在の鹿児島県霧島市隼人町）に移る。
明治20年（1887年）8月23日、死去。

## 家族・親族
- 父：東郷実友
- 母：益子
- 兄弟：祐之進、小倉壮九郎（海軍大尉）、平八郎、実武
- 妻：有村仁左衛門の娘・勢以。海江田信義の妹
- 子女：東郷吉太郎、東郷嶽彦（東郷四郎左衛門の養子）、東郷吉四郎（兄、東郷嶽彦の養子、陸軍中佐）、岩下るい（岩下長十郎の妻）、内田キチ（佐世保市長内田政彦の妻）